# Athie (Yonne)
Athie é uma comuna francesa na região administrativa de Borgonha-Franco-Condado, no departamento de Yonne. Estende-se por uma área de 4,9 km². Em 2010 a comuna tinha 137 habitantes (densidade: 28 hab./km²).